# VVT-i

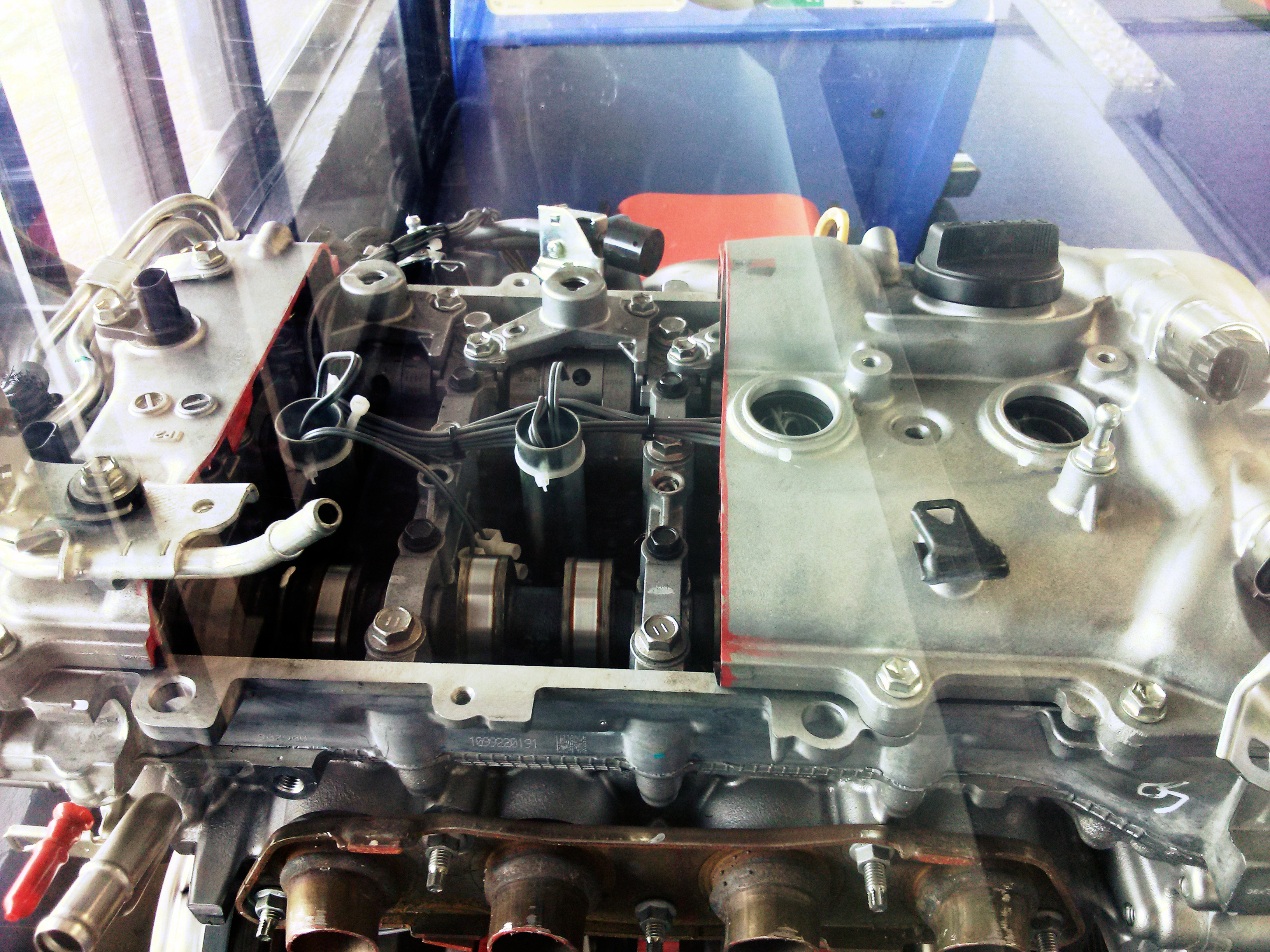
Vista en corte de un VVT-i de un motor Toyota ZR

VVT-i (o la sincronización variable de válvula inteligente) es una tecnología de la sincronización de la distribución de válvulas variable para el automóvil desarrollada por Toyota,[cita requerida] similar a la tecnología del i-VTEC de Honda.

## Funcionamiento
El sistema de Toyota VVT-i sustituye al sistema VVT ofrecido a inicios de 1991 con el motor 4A-GE de 20 Válvulas. El sistema de VVT es una leva controlada hidráulicamente en dos etapas que pone en fase el sistema. VVT-i, introducido en 1996, varía la sincronización de las válvulas de admisión ajustando la relación entre la impulsión del árbol de levas (correa, tijeras-engranaje o cadena) y el árbol de levas de admisión. La presión del aceite de motor se aplica a un actuador para ajustar la posición del árbol de levas. En 1998, VVT-i "dual" (ajusta los árboles de levas de admisión y de escape) fue introducido por primera vez en el motor de 3S-GE del RS200 Altezza. El VVT-i dual también se encuentra en el motor V6 de nueva generación de Toyota, el 3.5L 2GR-FE V6. Este motor se puede encontrar en el Avalon, RAV4, y Camry en los Estados Unidos, el Aurion en Australia y varios modelos en Japón, incluyendo el Estima. El sistema VVT-i dual también se utiliza en el Toyota Corolla (1.6 VVT-i dual 124bhp). Otros motores que utilizan dual VVT-i incluyen el 1.8L 2ZR-FE I4, que verá la puesta en práctica en la siguiente generación de Toyota de vehículos compactos. El ajuste de la sincronización de la válvula, al comienzo y la parada del motor sucede de manera imperceptible en la compresión mínima; y la calefacción rápida del convertidor catalítico a temperatura de trabajo desde el apagado es óptima, se reducen así, las emisiones de hidrocarburos considerablemente.[cita requerida]
Una animación sobre el funcionamiento de VVT-i del motor de un Toyota Astra, en Indonesia.

### VVTL-i
En 1998, Toyota comenzó a ofrecer una nueva tecnología, VVTL-i, que puede alterar la elevación de la válvula (y la duración) así como la sincronización de la válvula. En el caso del motor de 16 de la válvula 2ZZ-GE, el motor tiene 2 árboles de levas, uno funcionando en las válvulas de admisión y otro funcionando en las válvulas de escape. Cada árbol de levas tiene dos lóbulos por cilindro, un lóbulo de bajas rpm y uno de altas revoluciones por minuto, alta elevación, lóbulo de larga duración. Cada cilindro tiene dos válvulas de admisión y dos válvulas de escape. Cada sistema de dos válvulas es controlado por un brazo del eje del balancín, que es operado por el árbol de levas. Cada brazo del eje de balancín tiene un seguidor del deslizador montado al brazo del eje de balancín con un resorte, permitiendo que el seguidor del deslizador se mueva hacia arriba y hacia abajo con el lóbulo alto a fin de afectar el brazo del eje de balancín. Cuando el motor está funcionando debajo de 6000 rpm, el lóbulo bajo está haciendo que funcione el brazo del eje del balancín y así las válvulas. Cuando el motor está funcionando sobre 6000 RPM, la unidad de control de motor (ECU, por sus siglas en inglés), activa un interruptor de presión del aceite que empuja un perno que resbala debajo del seguidor del deslizador en cada brazo del eje de balancín. Esto en efecto, interrumpe al lóbulo alto que causa la alta elevación y una duración más larga. Toyota ahora ha cesado la producción de sus motores de VVTL-i para la mayoría de los mercados, porque el motor no cumple las especificaciones Euro IV para las emisiones( esto es para VVTL-i, se desconocen resultados para otros sistemas similares). Consecuentemente, algunos modelos de Toyota se han descontinuado, incluyendo el Corolla T-Deportivo en Europa, Corolla Sportivo en Australia, Celica, el Corolla XRS, el Toyota Matrix XRS y el Pontiac Vibe GT, que tenía el motor 2ZZ-GE equipado.[cita requerida]

## Valvematic
El sistema Valvematic ofrece un ajuste continuo para elevar el volumen y el tiempo y mejora la eficiencia del combustible controlando la mezcla de combustible / aire utilizando el control de la válvula en lugar del control convencional de la placa del acelerador. La tecnología hizo su primera aparición en 2007 en el Noah [5] y más tarde a principios de 2009 en la familia de motores ZR utilizados en el Avensis. Este sistema es más simple en su diseño comparado con Valvetronic y VVEL, permitiendo que la culata permanezca a la misma altura.[cita requerida]